# Piccadilly Line

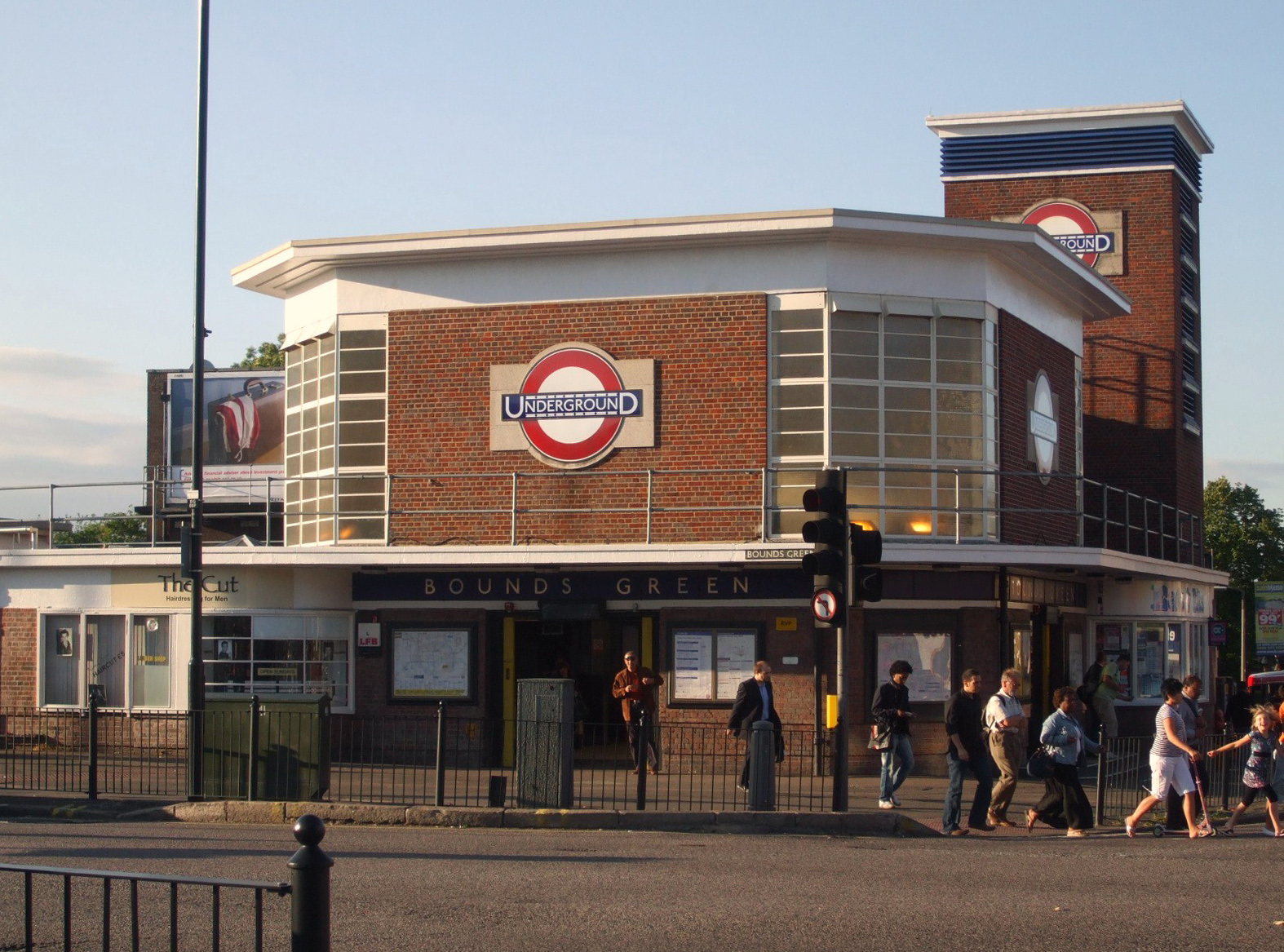
Station Bounds Green, onderdeel van de noordelijke verlenging uit de jaren 1930

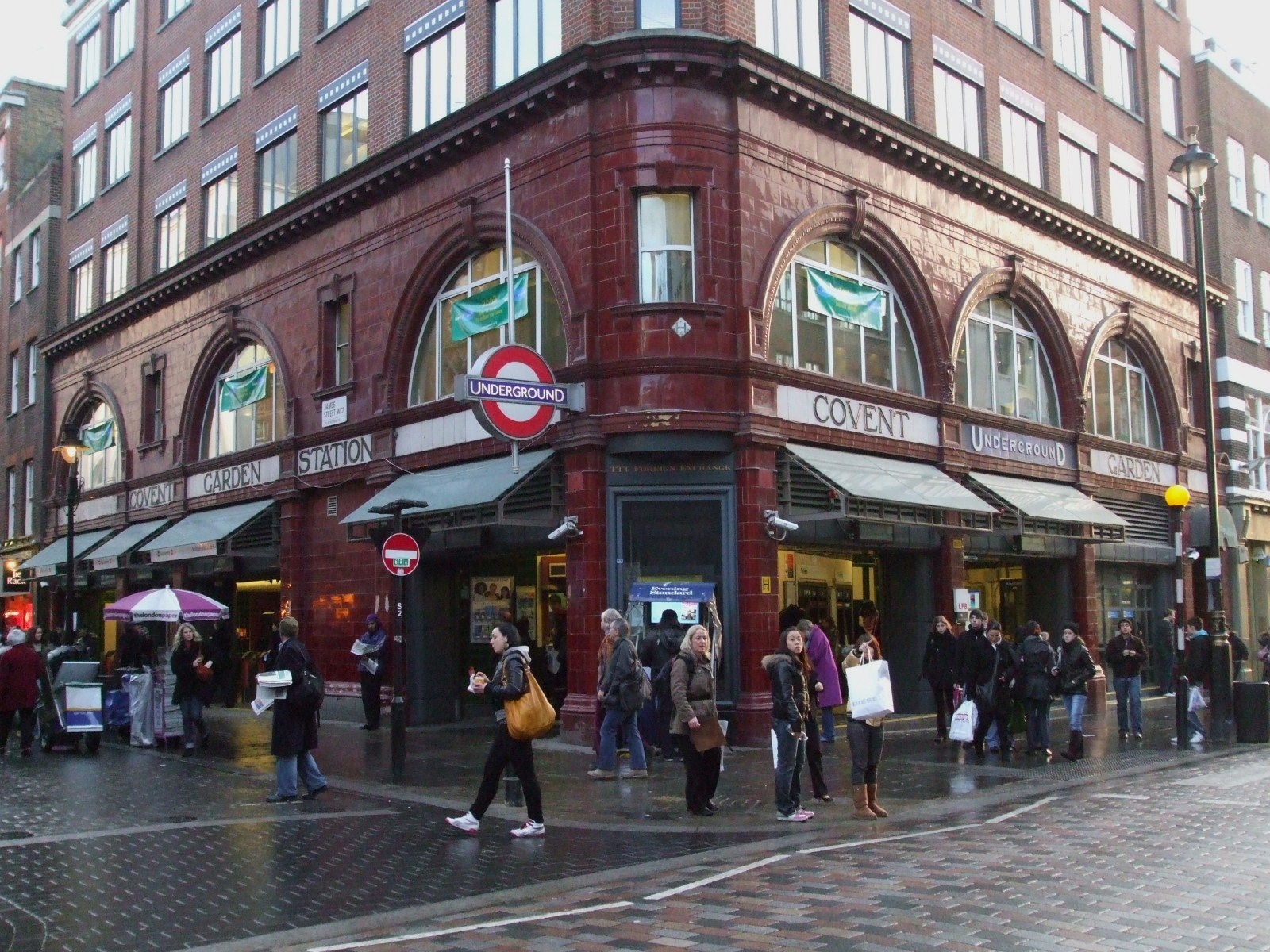
Ingang van station Covent Garden in het centrum van Londen

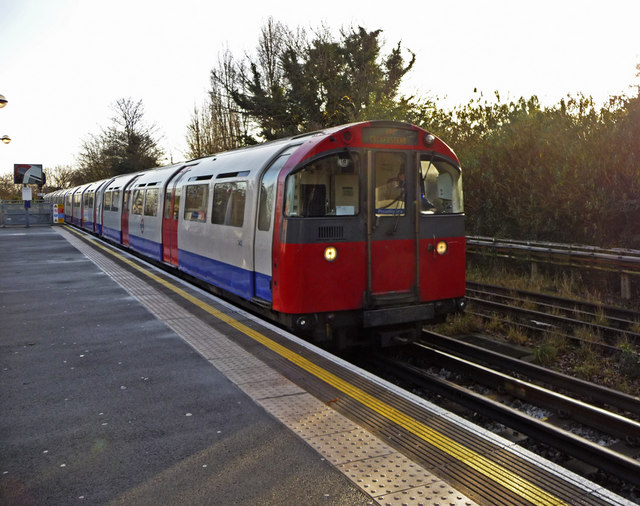
Treinen van de Piccadilly Line in station Oakwood

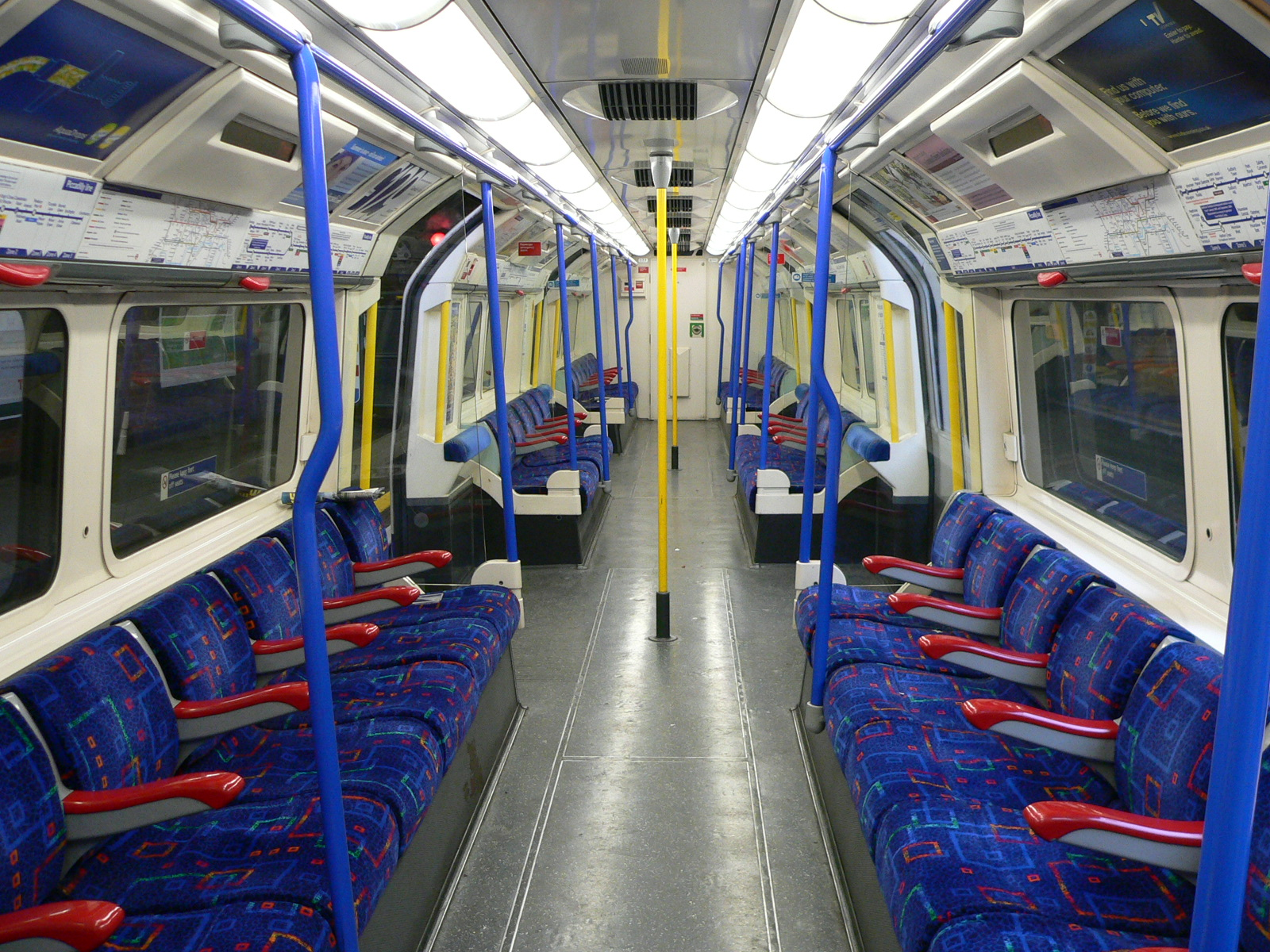
Interieur van een Tube 1973 van de Piccadilly Line

De Piccadilly Line is een lijn van de Londense metro. Op kaarten wordt de lijn in donkerblauw weergegeven. Deze deep-level lijn loopt van het noordoosten naar het westen van Londen en vormt een belangrijke verbinding met de luchthaven Heathrow (→ kaart). De Piccadily Line heeft een lengte van 71 kilometer en bedient 53 stations (waarvan 25 ondergronds); in de buitenwijken loopt het tracé grotendeels bovengronds.

## Geschiedenis

### Planning en aanleg
De lijn droeg oorspronkelijk de naam Great Northern, Piccadilly & Brompton Railway (GNP&BR) en werd geëxploiteerd door de Underground Electric Railways Co of London Ltd (UERL). Er bestonden verscheidene plannen voor de aanleg van de lijn en er was een parlementaire commissie nodig om het meest geschikte traject vast te stellen. Het uiteindelijk gekozen tracé betrof een samenvoeging van de geplande Great Northern and Strand Railway (GN&SR) en de Brompton and Piccadilly Circus Railway (B&PCR) plus een deep-level tunnel tussen South Kensington en Earl's Court, gedeeltelijk over het spoor van de District Line (maar zonder op alle stations te stoppen). Het eerste gedeelte van de lijn, tussen Hammersmith en Finsbury Park werd geopend op 15 december 1906.
Op 30 november 1907 werd een aftakking van Holborn naar Strand geopend. Dit tracé was oorspronkelijk gepland als het laatste deel van de GN&SR, voordat tot samenvoeging van deze lijn met de B&PR was besloten. Al in 1905 en nogmaals in 1965 werden er plannen gemaakt deze korte aftakking te verlengen naar de zuidoever van de Theems, tot aan het belangrijke spoorwegstation Waterloo, maar dit project werd nooit uitgevoerd. Vanaf 1918 werd het dubbelsporig aangelegde lijntje als enkelsporige pendeldienst geëxploiteerd, gescheiden van de rest van de Piccadilly Line, totdat de tak in 1994 definitief gesloten werd.

### Verdere ontwikkeling
Op 10 december 1928 werd een geheel vernieuwd station Piccadilly Circus geopend, met een nieuwe ondergrondse stationshal en elf roltrappen. Deze verbouwing luidde het begin in van verdere modernisering van de lijn en uitbreiding van diverse andere stations naar het model van Piccadilly Circus. Vanaf de jaren 1920 raakte het noordelijke eindpunt, Finsbury Park, ernstig verstopt. Passagiers die verder naar het noorden van de stad wilden reizen moesten op dit station overstappen op bussen en trams. Tijdens de recessie van de jaren 1930 kwam uiteindelijk overheidsgeld beschikbaar voor verlenging van de lijn, onder andere in het kader van werkverschaffing.
Het nieuwe tracé naar het noorden werd in drie etappes geopend en bereikte op 13 maart 1933 het huidige eindpunt Cockfosters. De lengte van de uitbreiding bedroeg 12 kilometer. In dezelfde tijd werd er ook een westelijke verlenging gerealiseerd. Op 4 juli 1932 bereikte de Piccadilly Line South Harrow, waarbij gebruikgemaakt werd van bestaande sporen van andere maatschappijen. In 1933 ging de lijn ook naar Hounslow West rijden, parallel aan de District Line, en werd de tak naar South Harrow verlengd tot Uxbridge. De stations uit deze periode onderscheiden zich door hun art-deco-architectuur en werden voornamelijk ontworpen door Charles Holden.

### Verlenging naar Heathrow
In 1977 werd de tak naar Hounslow West verlengd tot Heathrow Central. Dit station werd hernoemd tot Heathrow Terminals 1,2,3 in 1984, toen de lijn werd uitgebreid naar Heathrow Terminal 4. Deze verlenging werd aangelegd als lus, die met de klok mee wordt bereden. In 2005 was de 2,2 km lange verbinding met Heathrow Terminal 5 in aanleg, in verband waarmee station Heathrow Terminal 4 van januari 2005 tot september 2006 tijdelijk gesloten was. De opening van station Heathrow Terminal 5 was op 27 maart 2008. De treinen rijden sindsdien om en om naar het eindpunt Terminal 5 dan wel over de lus via Terminal 4. In de praktijk dus naar terminals 1,2,3 en dan 5 (eindpunt van de lijn), of via 4 (na een stop van ca. 8 minuten) naar 1,2,3 en dan verder richting centraal Londen. Volgens de oorspronkelijke plannen zou station Terminal 5 in de lus van Terminal 4 komen (er was al ruimte voor gereserveerd), maar de plannen werden later gewijzigd. Vandaar deze wat vreemde situatie.

## Materieel
Op de Piccadilly Line worden treinen van het type 1973 ingezet, die in gebruik werden genomen voor de verlenging van de lijn naar Heathrow. De treinen werden gebouwd door Metro Cammell in Birmingham. Vanwege de voor "deep-level"-lijnen karakteristieke krappe ronde tunnels, zijn de afgeronde daken van de treinen relatief laag en lopen de deuren deels door in het dak. Treinen bestaan steeds uit twee gekoppelde stellen van elk drie rijtuigen. Aangezien de treinstellen slechts aan één zijde een bestuurderscabine hebben, mogen ze alleen ongekoppeld rijden in de depots. De treinen hebben extra ruimte bij de deuren waar passagiers die naar de luchthaven reizen hun bagage kunnen plaatsen.
Voor de dienstuitvoering van de lijn in de spitsuren zijn 76 treinen nodig. De totale vloot van de Piccadilly Line bestaat uit 88 treinen, hoewel één daarvan ernstig beschadigd is door de aanslagen op 7 juli 2005. De Piccadilly Line beschikt over twee depots, Cockfosters in het noordoosten en Northfields in het westen.
In juni 2018 maakte Transport for London bekend dat de 1992 stock, de huidige treinstellen, vanaf 2023 vervangen zullen worden door treinen van het type Inspiro van Siemens Mobility. Er is een contract getekend voor het leveren van 94 treinen ter waarde van £1,5 miljard. De nieuwe treinstellen maken deel uit van het New Tube for London project waarbij er een nieuwe generatie treinstellen zal worden aangekocht die alle huidige zullen vervangen op de Central line, Bakerloo Line, Piccadilly line en Waterloo & City line. De indienststelling van het nieuwe materieel is vertraagd, de eerste treinen worden in 2025 verwacht.

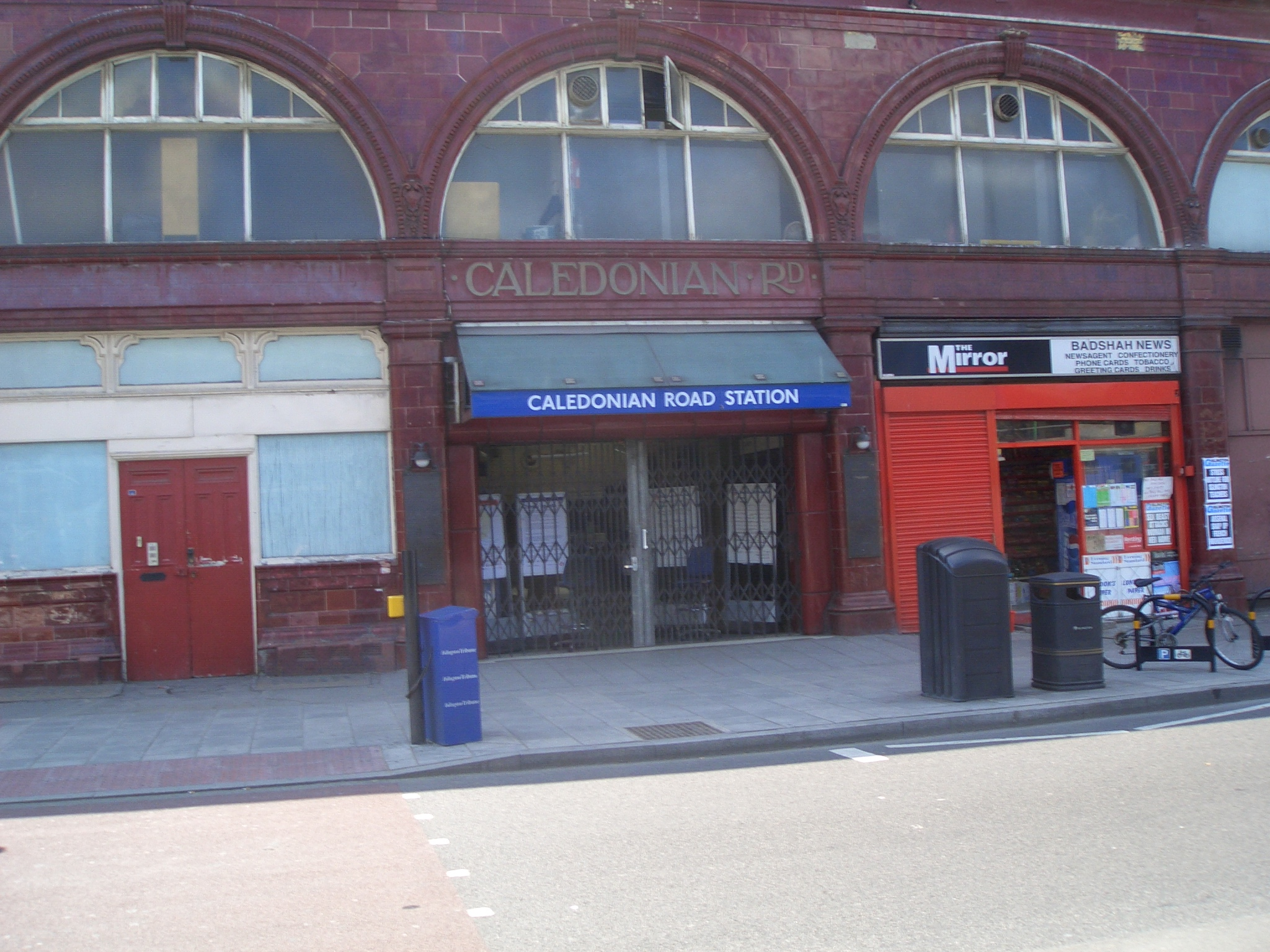
Een gesloten station Caledonian Road, drie dagen na de aanslagen

## Terroristische aanslagen
De Piccadilly Line was een van de doelwitten van de aanslagen in Londen op 7 juli 2005. Om 8:50 plaatselijke tijd vond er een ontploffing plaats in een trein die zich bevond in de tunnel tussen de stations King's Cross St. Pancras en Russell Square. Deze bomaanslag eiste de meeste slachtoffers van alle op 7 juli uitgevoerde aanvallen, 21 mensen vonden de dood. Omdat de Piccadilly Line zeer diep gelegen is, was de evacuatie veel moeilijker uit te voeren dan op andere lijnen. Op 8 juli werd de dienst op de lijn gedeeltelijk hervat, maar het centrale traject tussen Hyde Park Corner en Arnos Grove bleef nog gesloten. Precies vier weken na de aanslagen, op 4 augustus 2005, kwam de lijn weer volledig in bedrijf.

## Toekomstige ontwikkelingen
Vanaf 2025 (of later) zal het huidige materieel vervangen worden door nieuwe treinen die door Siemens Mobility worden geleverd. Als alle bestelde 94 treinen zijn afgeleverd, is het mogelijk om in de spits met 27 treinen per uur te gaan rijden (nu 24). Ook het treinbeveiligingssysteem wordt gemoderniseerd, en als er dan nog 7 treinen extra worden aangeschaft kan de frequentie omhoog naar 33 treinen per uur. De maximum haalbare treinfrequentie zal -net als nu al het geval is bij de Victoria Line- 36 treinen per uur gaan bedragen. Om met deze frequentie te kunnen rijden zijn nog eens 8 extra treinen nodig, wat het totaal op 109 stuks brengt. Met deze maatregelen kunnen per uur 21.000 reizigers meer vervoerd worden dan nu het geval is, een toename van 60%.

## Stations
De stations uit 1906 werden ontworpen door architect Leslie Green die ze, op Holborn na, allemaal voorzag van een bloedrode geglazuurde gevelbekleding. Ten westen van Bompton Road werd aangehaakt bij bestaande stations van de District Railway. Vanaf 1923 werden verschillende stations in het centrum omgebouwd in verband met de komst van roltrappen. Deze ombouw vond plaats onder leiding van Charles Holden, destijds de huisarchitect van UERL. In het kader van de verlenging van de GNP&BR tussen 1929 en 1933 werden Ealing Common en Hounslow West voorzien van een nieuw zevenhoekig stationsgebouw in de stijl van de stations ten zuiden Clapham. Het nieuwbouw traject tussen Cockfosters en Finsbury Park kreeg stations volgens het concept bakstenen doos met een deksel van beton van Charles Holden. Voor de takken ten westen van Hammersmith werden stations van de District Railway gebruikt of overgenomen. Deze stations werden deels voorzien van nieuwe gebouwen, eveneens varianten op het concept bakstenen doos met een deksel van beton. De nieuwe eindpunten Cockfosters en Uxbridge kregen een identieke perronhal om de eenheid te benadrukken. In juli 1933 ging de UERL op in London Transport die de GNP&BR omdoopte in Piccadilly Line. De vier gesloten stations zijn cursief aangegeven in de lijst.
| Heathrowtak              | Hoofdlijn                | Overstappunt | Foto * | Type                         | Geopend           | Ligging                       | Opmerkingen |
| ------------------------ | ------------------------ | ------------ | ------ | ---------------------------- | ----------------- | ----------------------------- | --- |
|                          | Cockfosters              |              | 1 !    | Maaiveld                     | 31 juli 1933      | 51° 39′ 6″ NB, 0° 8′ 56″ WL   | |
|                          | Oakwood                  |              | 2 !    | Uitgraving                   | 13 maart 1933     | 51° 38′ 51″ NB, 0° 07′ 54″ WL | |
|                          | Southgate                |              | 3 !    | Dubbelgewelfdstation         | 13 maart 1933     | 51° 37′ 57″ NB, 0° 7′ 41″ WL  | |
|                          | Arnos Grove              |              | 4 !    | Uitgraving                   | 19 september 1932 | 51° 36′ 58″ NB, 0° 8′ 0″ WL   | |
|                          | Bounds Green             |              | 5 !    | Dubbelgewelfdstation         | 19 september 1932 | 51° 36′ 25″ NB, 0° 7′ 27″ WL  | |
|                          | Wood Green               |              | 6 !    | Dubbelgewelfdstation         | 19 september 1932 | 51° 35′ 50″ NB, 0° 06′ 36″ WL | |
|                          | Turnpike Lane            |              | 7 !    | Dubbelgewelfdstation         | 19 september 1932 | 51° 35′ 26″ NB, 0° 06′ 12″ WL | |
|                          | Manor House              |              | 8 !    | Dubbelgewelfdstation         | 19 september 1932 | 51° 34′ 15″ NB, 0° 05′ 46″ WL | |
|                          | Finsbury Park            |              | 9 !    | Dubbelgewelfdstation         | 14 februari 1904  | 51° 33′ 52″ NB, 0° 6′ 22″ WL  | Sinds 15 December 1906 een station van de Piccadilly Line                                                                               |
|                          | Arsenal                  |              | 10 !   | Dubbelgewelfdstation         | 15 december 1906  | 51° 33′ 31″ NB, 0° 6′ 21″ WL  | Tot 31 oktober 1932 heette het station Gillespie Road                                                                                   |
|                          | Holloway Road            |              | 11 !   | Dubbelgewelfdstation         | 15 december 1906  | 51° 33′ 11″ NB, 0° 06′ 43″ WL | |
|                          | Caledonian Road          |              | 12 !   | Dubbelgewelfdstation         | 15 december 1906  | 51° 32′ 54″ NB, 0° 07′ 7″ WL  | |
|                          | York Road                |              | 13 !   | Dubbelgewelfdstation         | 15 december 1906  | 51° 32′ 18″ NB, 0° 07′ 21″ WL | 19 september 1932 gesloten in verband met de verlenging van de lijn                                                                     |
|                          | King's Cross St. Pancras |              | 14 !   | Dubbelgewelfdstation         | 10 januari 1863   | 51° 31′ 49″ NB, 0° 7′ 27″ WL  | Sinds 15 December 1906 een station van de Piccadilly Line                                                                               |
|                          | Russell Square           |              | 15 !   | Dubbelgewelfdstation         | 15 december 1906  | 51° 31′ 23″ NB, 0° 7′ 28″ WL  | |
|                          | Holborn                  |              | 16 !   | Dubbelgewelfdstation         | 15 december 1906  | 51° 31′ 2″ NB, 0° 7′ 12″ WL   | |
|                          | Aldwych                  |              | 16.5 ! | Dubbelgewelfdstation         | 30 november 1907  | 51° 30′ 44″ NB, 0° 6′ 57″ WL  | Het station ligt aan een geplande zijtak naar Waterloo, heeft echter voornamelijk een pendeldienst met Holborn gekend. Gesloten in 1994 |
|                          | Covent Garden            |              | 17 !   | Dubbelgewelfdstation         | 11 april 1907     | 51° 30′ 47″ NB, 0° 07′ 28″ WL | Het station was pas 4 maanden na de rest van de lijn klaar voor gebruik.                                                                |
|                          | Leicester Square         |              | 18 !   | Dubbelgewelfdstation         | 15 december 1906  | 51° 30′ 41″ NB, 0° 07′ 41″ WL | |
|                          | Piccadilly Circus        |              | 19 !   | Dubbelgewelfdstation         | 10 maart 1906     | 51° 30′ 36″ NB, 0° 8′ 2″ WL   | Sinds 15 December 1906 een station van de Piccadilly Line                                                                               |
|                          | Green Park               |              | 20 !   | Dubbelgewelfdstation         | 15 december 1906  | 51° 30′ 25″ NB, 0° 8′ 34″ WL  | Geopend als Dover Street, op 18 september 1933 omgedoopt in Green Park                                                                  |
|                          | Down Street              |              | 21 !   | Dubbelgewelfdstation         | 15 december 1906  | 51° 30′ 16″ NB, 0° 8′ 51″ WL  | 21 mei 1932 gesloten in verband met de verlenging van de lijn                                                                           |
|                          | Hyde Park Corner         |              | 22 !   | Dubbelgewelfdstation         | 15 december 1906  | 51° 30′ 10″ NB, 0° 09′ 10″ WL | |
|                          | Knightsbridge            |              | 23 !   | Dubbelgewelfdstation         | 15 december 1906  | 51° 30′ 6″ NB, 0° 09′ 39″ WL  | |
|                          | Bompton Road             |              | 24 !   | Dubbelgewelfdstation         | 15 december 1906  | 51° 29′ 49″ NB, 0° 10′ 8″ WL  | Op 30 juli 1934 gesloten in verband met de verlenging van de lijn                                                                       |
|                          | South Kensington         |              | 25 !   | Gestapeld station            | 24 december 1868  | 51° 29′ 38″ NB, 0° 10′ 26″ WL | Sinds 15 december 1906 een station van de Piccadilly Line                                                                               |
|                          | Gloucester Road          |              | 26 !   | Dubbelgewelfdstation         | 1 oktober 1868    | 51° 29′ 41″ NB, 0° 10′ 59″ WL | Sinds 15 december 1906 een station van de Piccadilly Line                                                                               |
|                          | Earl's Court             |              | 27 !   | Dubbelgewelfdstation         | 3 juli 1871       | 51° 29′ 29″ NB, 0° 11′ 41″ WL | Sinds 15 december 1906 een station van de Piccadilly Line                                                                               |
|                          | Barons Court             |              | 28 !   | Uitgraving                   | 9 september 1874  | 51° 29′ 26″ NB, 0° 12′ 49″ WL | Sinds 15 december 1906 een station van de Piccadilly Line                                                                               |
|                          | Hammersmith              |              | 29 !   | Uitgraving                   | 9 september 1874  | 51° 29′ 34″ NB, 0° 13′ 28″ WL | Sinds 15 december 1906 een station van de Piccadilly Line                                                                               |
|                          | Turnham Green            |              | 30 !   | Talud                        | 1 juni 1877       | 51° 29′ 43″ NB, 0° 15′ 18″ WL | Sinds 23 juni 1963 een station van de Piccadilly Line                                                                                   |
| Acton Town               | Acton Town               |              | 31 !   | Maaiveld                     | 1 juli 1879       | 51° 30′ 10″ NB, 0° 16′ 48″ WL | Sinds 4 juli 1932 een station van de Piccadilly Line                                                                                    |
| ↑↓                       | Ealing Common            |              | 32 !   | Uitgraving                   | 1 juli 1879       | 51° 30′ 37″ NB, 0° 17′ 17″ WL | Sinds 4 juli 1932 een station van de Piccadilly Line                                                                                    |
| ↑↓                       | North Ealing             |              | 33 !   | Maaiveld                     | 23 juni 1903      | 51° 31′ 3″ NB, 0° 17′ 19″ WL  | Sinds 4 juli 1932 een station van de Piccadilly Line                                                                                    |
| ↑↓                       | Park Royal               |              | 34 !   | Uitgraving                   | 6 juli 1931       | 51° 31′ 37″ NB, 0° 17′ 3″ WL  | Sinds 4 juli 1932 een station van de Piccadilly Line                                                                                    |
| ↑↓                       | Alperton                 |              | 35 !   | Talud                        | 28 juni 1903      | 51° 32′ 27″ NB, 0° 17′ 59″ WL | Sinds 4 juli 1932 een station van de Piccadilly Line                                                                                    |
| ↑↓                       | Sudbury Town             |              | 36 !   | Maaiveld                     | 28 juni 1903      | 51° 33′ 3″ NB, 0° 18′ 56″ WL  | Sinds 4 juli 1932 een station van de Piccadilly Line                                                                                    |
| ↑↓                       | Sudbury Hill             |              | 37 !   | Uitgraving                   | 28 juni 1903      | 51° 33′ 25″ NB, 0° 20′ 11″ WL | Sinds 4 juli 1932 een station van de Piccadilly Line                                                                                    |
| ↑↓                       | South Harrow             |              | 38 !   | Talud                        | 5 juli 1932       | 51° 33′ 53″ NB, 0° 21′ 8″ WL  | |
| ↑↓                       | Rayners Lane             |              | 39 !   | Maaiveld                     | 26 mei 1906       | 51° 34′ 31″ NB, 0° 22′ 17″ WL | Sinds 22 oktober 1933 een station van de Piccadilly Line                                                                                |
| ↑↓                       | Eastcote                 |              | 40 !   | Maaiveld                     | 26 mei 1906       | 51° 34′ 36″ NB, 0° 23′ 49″ WL | Sinds 22 oktober 1933 een station van de Piccadilly Line                                                                                |
| ↑↓                       | Ruislip Manor            |              | 41 !   | Talud                        | 5 augustus 1912   | 51° 34′ 24″ NB, 0° 24′ 45″ WL | Sinds 22 oktober 1933 een station van de Piccadilly Line                                                                                |
| ↑↓                       | Ruislip                  |              | 42 !   | Maaiveld                     | 4 juli 1904       | 51° 34′ 17″ NB, 0° 25′ 16″ WL | Sinds 22 oktober 1933 een station van de Piccadilly Line                                                                                |
| ↑↓                       | Ickenham                 |              | 43 !   | Uitgraving                   | 25 september 1905 | 51° 33′ 43″ NB, 0° 26′ 31″ WL | Sinds 22 oktober 1933 een station van de Piccadilly Line                                                                                |
| ↑↓                       | Hillingdon               |              | 44 !   | Maaiveld                     | 10 december 1923  | 51° 33′ 14″ NB, 0° 27′ 0″ WL  | Sinds 4 juli 1932 een station van de Piccadilly Line. In 1992 is het station herbouwd in verband met de verbreding van de A40           |
| ↑↓                       | Uxbridge                 |              | 45 !   | Maaiveld                     | 4 december 1938   | 51° 32′ 47″ NB, 0° 28′ 42″ WL | |
| South Ealing             |                          |              | 46 !   | Uitgraving                   | 1 mei 1883        | 51° 30′ 4″ NB, 0° 18′ 26″ WL  | Sinds 29 April 1935 een station van de Piccadilly Line.                                                                                 |
| Northfields              |                          |              | 47 !   | Maaiveld                     | 19 mei 1932       | 51° 29′ 58″ NB, 0° 18′ 51″ WL | Sinds 9 januari 1933 een station van de Piccadilly Line.                                                                                |
| Boston Manor             |                          |              | 48 !   | Maaiveld                     | 1 mei 1883        | 51° 29′ 45″ NB, 0° 19′ 30″ WL | Sinds 13 maart 1933 een station van de Piccadilly Line.                                                                                 |
| Osterley                 |                          |              | 49 !   | Uitgraving                   | 25 maart 1934     | 51° 28′ 53″ NB, 0° 21′ 8″ WL  | |
| Hounslow East            |                          |              | 50 !   | Talud                        | 2 mei 1909        | 51° 28′ 23″ NB, 0° 21′ 23″ WL | Sinds 13 maart 1933 een station van de Piccadilly Line.                                                                                 |
| Hounslow Central         |                          |              | 51 !   | Talud                        | 1 april 1886      | 51° 28′ 17″ NB, 0° 21′ 59″ WL | Sinds 13 maart 1933 een station van de Piccadilly Line.                                                                                 |
| Hounslow West            |                          |              | 52 !   | Ondiep gelegen zuilenstation | 21 juli 1884      | 51° 28′ 25″ NB, 0° 23′ 8″ WL  | Sinds 13 maart 1933 een station van de Piccadilly Line                                                                                  |
| Hatton Cross             |                          |              | 53 !   | Ondiep gelegen zuilenstation | 19 juli 1975      | 51° 28′ 1″ NB, 0° 25′ 24″ WL  | |
| Heathrow Terminal 4      |                          |              | 54 !   | Ondiep gelegen zuilenstation | 12 april 1986     | 51° 27′ 34″ NB, 0° 26′ 49″ WL | |
| Heathrow Terminals 2 & 3 |                          |              | 55 !   | Ondiep gelegen zuilenstation | 16 december 1977  | 51° 28′ 16″ NB, 0° 27′ 9″ WL  | |
| Heathrow terminal 5      |                          |              | 56 !   | Ondiep gelegen zuilenstation | 27 maart 2008     | 51° 28′ 20″ NB, 0° 29′ 17″ WL | |

* De sorteerwaarde van de foto is de ligging langs de lijn